# Úszama Idríszi
Úszama Idríszi (Bergen op Zoom, 1996. február 26. –) holland születésű marokkói válogatott labdarúgó, a spanyol Sevilla csatárja.

## Pályafutása

### Klubcsapatokban
Idríszi a hollandiai Bergen op Zoom városában született. Az ifjúsági pályafutását a Halsteren, a NAC Breda és a Feyenoord csapatában kezdte, majd a Groningen akadémiájánál folytatta.
2016-ban mutatkozott be a Groningen első osztályban szereplő felnőtt keretében. 2018-ban az AZ Alkmaarhoz igazolt. 2020. október 5-én ötéves szerződést kötött a spanyol első osztályban érdekelt Sevilla együttesével. Először a 2020. november 21-ei, Celta Vigo ellen 4–2-re megnyert mérkőzés 81. percében, Joan Jordán cseréjeként lépett pályára. 2021 és 2023 között a holland Ajax és Feyenoord, illetve a spanyol Cádiz csapatát erősítette kölcsönben.

### A válogatottban
Idríszi az U16-os, az U17-es, az U20-as és az U21-es korosztályú válogatottakban is képviselte Hollandiát.
2019-ben debütált a marokkói válogatottban. Először a 2019. március 22-ei, Malawi ellen 0–0-ás döntetlennel zárult mérkőzésen lépett pályára.

## Statisztikák
2023. május 28. szerint
| Klub                   | Szezon   | Osztály    | Bajnokság | Bajnokság | Kupa  | Kupa | Nemzetközi | Nemzetközi | Összesen | Összesen |
| Klub                   | Szezon   | Osztály    | Meccs     | Gól       | Meccs | Gól  | Meccs      | Gól        | Meccs    | Gól      |
| ---------------------- | -------- | ---------- | --------- | --------- | ----- | ---- | ---------- | ---------- | -------- | -------- |
| Groningen              | 2015–16  | Eredivisie | 18        | 3         | 0     | 0    | —          | —          | 18       | 3        |
| Groningen              | 2016–17  | Eredivisie | 29        | 5         | 0     | 0    | —          | —          | 29       | 5        |
| Groningen              | 2017–18  | Eredivisie | 15        | 4         | 1     | 1    | —          | —          | 16       | 5        |
| Groningen              | Összesen | Összesen   | 62        | 12        | 1     | 1    | 0          | 0          | 63       | 13       |
| AZ Alkmaar             | 2017–18  | Eredivisie | 12        | 3         | 3     | 3    | —          | —          | 15       | 6        |
| AZ Alkmaar             | 2018–19  | Eredivisie | 32        | 8         | 5     | 6    | 2          | 0          | 39       | 14       |
| AZ Alkmaar             | 2019–20  | Eredivisie | 25        | 13        | 3     | 1    | 14         | 3          | 42       | 17       |
| AZ Alkmaar             | 2020–21  | Eredivisie | 0         | 0         | 0     | 0    | 2          | 0          | 2        | 0        |
| AZ Alkmaar             | Összesen | Összesen   | 69        | 24        | 11    | 10   | 18         | 3          | 98       | 37       |
| Sevilla                | 2020–21  | La Liga    | 3         | 0         | 4     | 0    | 3          | 0          | 10       | 0        |
| Sevilla                | 2021–22  | La Liga    | 5         | 0         | 2     | 0    | —          | —          | 7        | 0        |
| Sevilla                | Összesen | Összesen   | 8         | 0         | 6     | 0    | 3          | 0          | 17       | 0        |
| Ajax (kölcsönben)      | 2020–21  | Eredivisie | 7         | 0         | 1     | 0    | 6          | 0          | 14       | 0        |
| Cádiz (kölcsönben)     | 2021–22  | La Liga    | 12        | 1         | 0     | 0    | —          | —          | 12       | 1        |
| Feyenoord (kölcsönben) | 2022–23  | Eredivisie | 27        | 4         | 4     | 0    | 7          | 3          | 38       | 7        |
| Összesen               | Összesen | Összesen   | 185       | 41        | 24    | 11   | 34         | 6          | 243      | 58       |

### A válogatottban
| Válogatott | Év       | Pályára lépés | Gól |
| ---------- | -------- | ------------- | --- |
| Marokkó    | 2019     | 7             | 0   |
| Marokkó    | 2023     | 2             | 0   |
| Összesen   | Összesen | 9             | 0   |

## Sikerei, díjai
Groningen
- Holland Szuperkupa
  - Döntős (1): 2015

AZ Alkmaar
- Holland Kupa
  - Döntős (1): 2017–18

Ajax
- Eredivisie
  - Bajnok (1): 2020–21

- Holland Kupa
  - Győztes (1): 2020–21

Feyenoord
- Eredivisie
  - Bajnok (1): 2022–23

Egyéni
- A holland kupa gólkirálya: 2018–19
- Eredivisie – A Hónap Játékosa: 2019 december, 2020 január